# Kévin Hecquefeuille
Kévin Hecquefeuille (Amiens, 20 novembre 1984) è un allenatore di hockey su ghiaccio ed ex hockeista su ghiaccio francese.

## Palmarès

### Club
- Campionato francese: 2

Amiens: 2003-2004
Grenoble: 2006-2007
- Coppa di Francia: 1

Grenoble: 2007-2008
- Coupe de la Ligue: 1

Grenoble: 2007
- Lega Nazionale B: 1

Langnau: 2014-2015
- Coppa Svizzera: 1

Kloten: 2016-2017

### Individuale
- Trofeo Albert Hassler: 1

2010-2011
- Trofeo Jean-Pierre Graff: 1

2002-2003